# Myxobolus hudsonis
Myxobolus hudsonis is een microscopische parasiet uit de familie Myxobolidae. Myxobolus hudsonis werd in 1938 beschreven door Bond. 